# 정지환
정지환(鄭旨桓, 1996년 4월 30일 ~ ) 은 대한민국의 배우이다.

## 학력
- 2012년 ~ 2015년 서운고등학교

## 출연

### 방송

#### 드라마
- 2016년 KBS 2TV KBS 드라마 스페셜 - 전설의 셔틀
- 2016년 KBS 2TV 우리집에 사는 남자 - 강한이 역
- 2019년 웹드라마 괜찮아, 안죽어
- 2020년 SBS 하이에나 - 나이준 역
- 2020년 TV조선 바람과 구름과 비 - 영운군 이민 역
- 2020년 JTBC 허쉬 - 오성연 역
- 2024년 tvN 토일 드라마 눈물의 여왕 - 현우의 비서 역